# The Core
The Core är en amerikansk science fiction-film från 2003, regisserad av Jon Amiel.

## Handling
En serie händelser leder till att jordens inre slutar snurra, vilket i sin tur förorsakar naturkatastrofer som hotar att förstöra jorden helt och hållet. Det är upp till ett antal vetenskapsmän att göra en resa in i jordens inre och få jordens kärna i rörelse igen med hjälp av en bomb.

## Om filmen
The Core regisserades av Jon Amiel
Filmen är löst baserad på romanen Core av Paul Preuss.

## Rollista (urval)
- Aaron Eckhart som Dr. Josh Keyes, en vetenskapsman som designar navigeringssystem för Virgil och är ledare i projektet
- Hilary Swank som major Rebecca "Beck" Childs, USAF, en astronaut som utmärkte sig under en nödlandning av rymdfärjan Endeavour i Los Angeles, Kalifornien
- Delroy Lindo som Dr. Ed "Braz" Brazzelton, designer av Virgil och ultraljudslasern
- Stanley Tucci som Dr. Conrad Zimsky, Jordspecialist och designer för Projekt DESTINI
- Tchéky Karyo som Dr. Serge Leveque, kärnvapenspecialist
- Bruce Greenwood som kommendörkapten Robert Iverson, USN, Major Childs kommendörkapten och mentor
- DJ Qualls som Taz "Rat" Finch, en datorhackare som allmänt anses vara världens bästa, har lamslagit FBI:s databas, rekryterad för att kontrollera informationsflödet på internet för att förhindra allmän panik
- Alfre Woodard som flygkommendörkapten Talma "Stick" Stickley, missionskommendörkapten för rymdfärjan Endeavour och Virgil
- Richard Jenkins som general Thomas Purcell

## Kritik
Filmen fick 42% positiva recensioner av sammanlagt 159, med en medelklassificering på 5,3/10, på filmrecensionsdatabasen Rotten Tomatoes, och enligt Internet Movie Database gick det precis ihop. Flera recensenter har citerat de talrika vetenskapliga felaktigheterna i filmen. Ett exempel: enligt filmen skulle solens mikrovågor förstöra allt liv på jorden om det skyddande magnetfältet skulle försvinna. Solen strålar nu inte ut mikrovågor, och mikrovågor förhindras inte heller av magnetfält.

### Fotnoter
1. ↑  Christian Ploog (21 december 2012). ”Så här går jorden under på film”. Aftonbladet. http://www.aftonbladet.se/nojesbladet/film/article15968368.ab. Läst 21 augusti 2016.